# El Nido (Parla)
El Nido es un barrio de la localidad madrileña de Parla situado en el distrito Noroeste de la ciudad .

## Urbanismo
El barrio el Nido cuenta con bloques de viviendas de construcción antigua, se ubica entre el barrio de la Fuente y el barrio parque Inlasa.

### Callejero
Las calle principal que separa el barrio del Nido, con el casco antiguo y el Barrio del Parque Inlasa es la C/ de la Paloma. Por otro lado el Nido se complementa con el barrio de la Granja ya que comparte calles entre sí, teniendo relación con municipios de Madrid sur. Su estructura es la siguiente:
- Relación con municipios de Madrid Sur
  - C/ Alcorcón
  - C/ Aranjuez
  - C/ Carabanchel
  - C/ El Álamo
  - C/ Fuenlabrada (Compartida con otros barrios, la Granja y el Casco Viejo)
  - C/ Getafe (Compartida con el barrio de la Granja
  - C/ Leganés
  - C/ Móstoles

- Excepciones con relación a municipios de Madrid
  - C/ Villaverde (Esta pertenece al barrio de la Granja)
  - C/ Pinto (Mayoritariamente pertenece a Parla Centro, esta ubicada en el antiguo camino a Pinto de ahí su nombre).
  - C/ Humanes (Ubicada en parte del antiguo camino a Humanes, perteneciente mayoritariamente al casco viejo)

### Parques urbanos
Cuenta con zonas ajardinadas, plazas y pequeños parques.

### Centro deportivo
En este barrio se encuentra el pabellón el Nido. 
Antiguamente contaba con campos de futbol de tierra ya desaparecidos por la creación de nuevos edificios. 